# Neoxolmis
Neoxolmis är ett fågelsläkte i familjen tyranner inom ordningen tättingar. Släktet omfattar fyra arter:
- Svartkronad busktyrann (Neoxolmis coronatus)
- Kastanjegumpad busktyrann (Neoxolmis rufiventris)
- Salinasbusktyrann (Neoxolmis salinarum)
- Rostryggig busktyrann (Neoxolmis rubetra)

Alla utom kastanjegumpad busktyrann placerades tidigare i släktet Xolmis. Genetiska studier visar dock att de bör placeras i samma släkte, där Neoxolmis har prioritet.